# Carleton Putnam
Carleton Putnam (19. prosince 1901 – 5. března 1998) byl americký průkopník letectví a vědecký spisovatel.

## Život
Vzdělání získal na Princetonské univerzitě a Columbijské univerzitě. Byl se zakladatelem a vůdčí osobností společnosti Chicago and Southern Airlines, která se později stala součástí Delta Air Lines. V dalších letech zastával vedoucí pozice v Delta Air Lines a v jejím výboru byl až do své smrti.
Znám je zejména svým vědeckým dílem Race and Reason (Rasa a rozum) z roku 1961, které zkoumalo rasové rozdíly a na jejich základě podporovalo koncept rasové segregace. Na tuto knihu navázal v roce 1967 spisem Race and Reality. Napsal též biografii Theodora Roosevelta. Jeho předkem byl generál Israel Putnam.

## Dílo
- Race and Reason: A Yankee View (1961)
- Race and Reality: A Search for Solutions (1967)
- Theodore Roosevelt: The Formative Years (1958)